# Martinair
Martinair (mã IATA = MP, mã ICAO = MPH) là hãng hàng không của Hà Lan, trụ sở ở Amsterdam. Hãng có các tuyến đường chở khách và hàng hóa tới 50 điểm khắp thế giới. Căn cứ chính của hãng ở Sân bay Amsterdam Schiphol, với các căn cứ chở hàng hóa ở Sân bay quốc tế Hong Kong, Sân bay quốc tế Miami, Sân bay quốc tế Sharjah và Sân bay quốc tế Jomo Kenyatta.

## Lịch sử
Martin air được J. Martin Schröder thành lập ngày 24.5.1958 dưới tên Martin's Air Charter (MAC) với 1 máy bay và 5 nhân viên. Năm 1963 Mr. Schröder bán 49% cổ phần cho 4 công ty hàng hải (sau đó hãng Nedlloyd mua hết cổ phần của 3 hãng hàng hải kia). Năm 1996 hãng KLM mua 50% cổ phần của Martin Schröder và đổi tên thành Martinair Netherland. Năm 1971, hãng sử dụng toàn máy bay phản lực.
Năm 1991, hãng có máy bay đầu tiên mang tên "Martinair Cargo" và từ "Netherland" trên mọi máy bay được bỏ đi. Năm 1996 hãng mua 40% cổ phần của hãng hàng không chở hàng hóa TAMPA Cargo, trụ sở ở Medellín của Colombia. Năm 1998 chủ tịch Martin Schröder về hưu. Cùng năm, Ủy ban châu Âu ở Bỉ từ chối không cho hãng KLM mua nốt số cổ phần của hãng hàng hải Nedlloyd ở Martinair. Năm 2003 Martinair tăng số cổ phần của mình ở TAMPA Cargo lên 58%, trở thành cổ đông nắm đa số cổ phần.
Ngày 22.6.2007, Martinair cho biết, chỉ muốn có 1 cổ đông, nhất là KLM và sẽ bãi bỏ các nơi đến ở châu Âu từ ngày 1.11.2007 để sẽ tập trung vào dịch vụ chở hàng hóa liên lục địa. Từ tháng 11/2007 hãng đã ngưng các tuyến đường ngắn.

## Tai nạn
- Ngày 4.12.1974, một máy bay DC-8 của Martinair đã đâm vào sườn núi khi sắp đáp xuống Sân bay ở Colombo, Sri Lanka. Tất cả 184 hành khách người Indonesia và 7 nhân viên phi hành đoàn người Hà Lan đều tử nạn.
- Ngày 21.12.1992 một máy bay DC10 của hãng đã rớt ở Faro Bồ Đào Nha, 56 người (trong đó 2 nhân viên phi hành) trong số 340 hành khách đã tử nạn.(xem: Martinair Flight 495)

## Các nơi đến
(Tháng 8/2008):
- Canada
  - Toronto
  - Vancouver
- México
  - Cancún
- Hoa Kỳ
  - Miami
- Aruba
  - Oranjestad
- Cuba
  - La Habana
  - Varadero
- Cộng hòa Dominican
  - Puerto Plata
  - Punta Cana
  - Santo Domingo
- Puerto Rico
  - San Juan
- Antille thuộc Hà Lan
  - Willemstad/Curaçao
- Costa Rica
  - San José
- Suriname
  - Paramaribo

## Các điểm đến chở hàng hóa
- Kenya
  - Nairobi
- Rwanda
  - Kigali
- Nam Phi
  - Johannesburg
- Sudan
  - Khartoum
- Uganda
  - Entebbe
- Zimbabwe
  - Harare
- Trung Quốc
  - Hồng Kông
  - Nam Kinh
  - Thiên Tân
  - Hạ Môn
- Thái Lan
  - Bangkok
- Bahrain
  - Manama
- Kuwait
  - Kuwait
- Liban
  - Beirut
- Oman
  - Muscat
- Qatar
  - Doha
- Ả Rập Xê Út
  - Dammam
- Các Tiểu vương quốc Ả rập Thống nhất
  - Sharjah
- Canada
  - Toronto
- México
  - Thành phố México
- Hoa Kỳ
  - Atlanta
  - Los Angeles
  - Miami
  - Seattle
- Puerto Rico
  - San Juan
- Costa Rica
  - San José
- Australia
  - Sydney
- Argentina
  - Buenos Aires
- Chile
  - Santiago de Chile
- Colombia
  - Bogotá
- Ecuador
  - Guayaquil
  - Quito
- Peru
  - Lima

Martinair Cargo đã gia tăng dịch vụ chở hàng hóa khắp thế giới bằng các máy bay Boeing 747-400BCF tới vùng Trung Đông, Viễn Đông và Australia. Các máy bay MD-11F chở hàng tới các điểm đến ở châu Âu, Bắc Mỹ, Trung Mỹ và Nam Mỹ cũng như châu Phi.

## Đội máy bay
(Tháng 4/2008) :
Tới tháng 6/2006, tuổi trung bình các máy bay của Martinair là 12.2 năm.